# Medalla de Oro al Mérito Deportivo de Navarra
La Medalla de Oro al Mérito Deportivo de Navarra es el máximo galardón deportivo que se otorga en la Comunidad Foral de Navarra. Se concede anualmente por parte del Gobierno de Navarra, junto con otras menciones como Medalla de Plata y la Distinción de Honor.

## Historia
Los pelotaris Abel Barriola y Juan Martínez de Irujo recibieron este reconocimiento en 2017.
El jugador de fútbol Patxi Puñal fue galardonado en 2014, pasando a la historia con otros grandes deportistas navarros como han sido el jugador de balonmano Mateo Garralda en el año 2012, el montañero Iñaki Ochoa de Olza y su equipo en el año 2008, a la atleta Marta Mendía Valencia en el año 2010, al pelotari Rubén Beloki en el año 2011, o al árbitro de judo Juan Carlos Barcos Nagore en el año 2009, entre otros deportistas navarros de élite.